# Julio Daniel Frías Adame
Julio Daniel Frías Adame (nació el 29 de marzo de 1979 en Ciudad Juárez, Chihuahua) es un exfutbolista mexicano; se desempeñaba como Delantero.

## Trayectoria
Se desarrolló futbolísticamente en equipos de la zona fronteriza como Soles de Ciudad Juárez (Tercera y Segunda División), Astros de Ciudad Juárez (Segunda División), Tigrillos (Primera División A), El Paso Patriots (A-League y PDL) y Cobras (Primera División A); al concluir el Apertura 2003 fue dado de baja de Cobras y aunque buscó acomodo, no lo consiguió, por lo que decidió marcharse a Texas.
En el verano del 2006, fue llamado por Indios para enfrentar en un juego amistoso al Club Santos Laguna. Alfonso Sosa –director técnico de Juárez–, se fijó en él y le pidió sumarse al plantel, pero sin goce de sueldo ya que los registros habían cerrado, ante esa situación declinó la invitación.
Finalmente en el Clausura 2007 se unió a los Indios de Juárez. Con el cuadro aborigen ganó el Apertura 2007 luego de vencer en la Final a Dorados de Sinaloa por marcador global de 7-0. Luego de obtener el título, Indios disputó la Final de Ascenso 2007-08, ante Club León, para determinar al equipo que accedería a la Primera División de México. En el juego de ida, celebrado en el Estadio Olímpico Benito Juárez, Indios ganó 1-0 (gol de Carlos Casartelli); en tanto que en el encuentro de vuelta, en el Estadio Nou Camp, empataron 2-2; Indios de Ciudad Juárez se llevó la serie.   
Debutó en el Máximo Circuito del fútbol mexicano, el 26 de julio del 2008, enfrentando a Tecos en Ciudad Juárez, Chihuahua, en partido correspondiente a la Jornada 1 del Apertura 2008; los Tecolotes ganaron 0-1. 
En el Clausura 2009, "Maleno" jugó dieciséis partidos y colaboró con cinco goles y una asistencia; el equipo fronterizo accedió a la liguilla y quedó eliminado en semifinales, luego de perder ante los Tuzos del Pachuca, por marcador global de 4-3. 
Al terminar el Bicentenario 2010, el equipo de Juárez descendió.
En el Clausura 2011 reforzó a Jaguares de Chiapas. Con los Naranjas disputó once encuentros y realizó dos goles; el 26 de febrero del 2011, en la Jornada 8 del torneo local, Jaguares venció 1-0 a las Chivas Rayadas del Guadalajara en el Estadio Víctor Manuel Reyna, con gol de Frías; el 19 de abril, en la última Jornada del Grupo 6 por la Copa Libertadores, el "Maleno" adelantó a Jaguares en el marcador en su visita al Estadio Félix Capriles, enfrentando a Jorge Wilstermann (el cuadro boliviano ganó 2-1).  
Para la Temporada 2011-2012 retornó a los Indios de Ciudad Juárez, en la Liga de Ascenso de México; el 29 de diciembre del 2011, los Indios fueron desafiliados por la FEMEXFUT como consecuencia del incumplimiento de pagos a jugadores y cuerpo técnico. "Maleno" ya no volvió a encontrar equipo. 

### Clubes
| Club                  | País           | Año           |
| --------------------- | -------------- | ------------- |
| Tigrillos             | México         | 1999-2001     |
| El Paso Patriots      | Estados Unidos | 2001-2002     |
| Tigres B              | México         | 2002-2003     |
| Cobras                | México         | Apertura 2003 |
| Club de Fútbol Indios | México         | 2007-2010     |
| Jaguares de Chiapas   | México         | Clausura 2011 |
| Club de Fútbol Indios | México         | Apertura 2011 |

## Palmarés

### Campeonatos nacionales
| Categoría            | Título                   | Club                  | País   |
| -------------------- | ------------------------ | --------------------- | ------ |
| Primera División 'A' | Apertura 2007            | Club de Fútbol Indios | México |
| Primera División 'A' | Final de Ascenso 2007-08 | Club de Fútbol Indios | México |